# Selda Bağcan

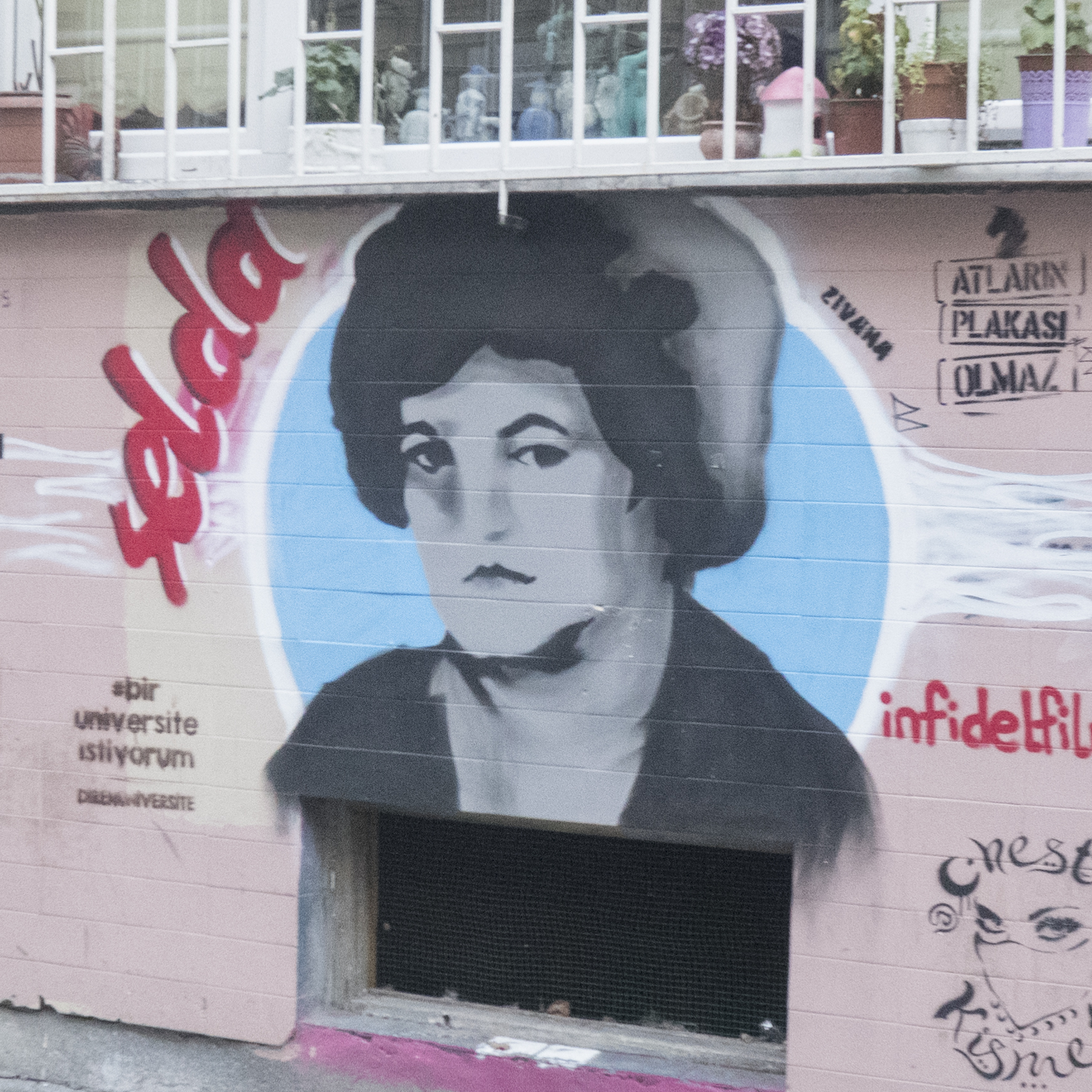

Selda Bağcan (née en 1948, à Muğla en Turquie), est une guitariste, auteur-compositeur et chanteuse turque. Ses prises de positions et son militantisme lui ont valu des difficultés avec les autorités turques tout au long de sa carrière.